# 第三代埃克塞特公爵亨利·霍兰

第三代埃克塞特公爵亨利·霍兰的纹章

第三代埃克塞特公爵、第三代亨廷顿伯爵亨利·霍兰（英語：Henry Holland, 3rd Duke of Exeter，1430年6月27日—1475年9月）是英格兰玫瑰战争期间的一位兰开斯特领袖。他是第二代埃克塞特公爵约翰·霍兰德和他的第一任妻子安妮·斯塔福德的独子。他的外祖父母是第五代斯塔福德伯爵埃德蒙·斯塔福德和格洛斯特的安妮。

## 生涯
他的父亲于1447年去世后，他继承了埃克塞特公爵和亨廷顿伯爵的头衔，外加一块领地。然而，他本人脾气暴躁，难以捉摸，因此几乎没有人愿意支持他。肯德尔形容他是一个“危险”的人，当代意大利历史评论者也将他视为“残忍和凶狠”。 

## 伦敦塔署理
埃克塞特曾经是伦敦塔的署理，后来那里用于酷刑的架子被戏称为“埃克塞特公爵的女儿”。

## 玫瑰战争
1447年，他与约克的理查德 (Richard of York)的八岁的女儿安妮 (Anne)结婚。然而，在玫瑰战争中，他仍然忠于亨利六世并对抗约克派。当约克在1455年第一次圣奥尔本斯战役后短暂夺取政权时，他被囚禁在沃灵福德城堡。1458年，他参加了“爱情日”，并试图在敌对派系之间进行和解。他是1460年韦克菲尔德战役和1461年第二次圣奥尔本斯战役的兰开斯特胜利以及1461年在陶顿的决定性失败的兰开斯特军团指挥官。战争结束后他逃到苏格兰，随后与玛格丽特女王一起流亡法国。在亨利六世的短暂复辟期间，他原先被没收的庄园和职位都被恢复。
在巴尼特战役中，埃克塞特指挥了兰开斯特军队的左翼防线。在战斗中他受了重伤并被留在原地等死，但他侥幸活了下来。之后他被监禁，他的妻子于1472年与他离婚。之后，他“自愿”参加了爱德华四世于1475年远征法国的军事行动。在回程中，他落水淹死，尸体在多佛和加来之间的海中被发现，法比安说“他是如何淹死的，目前尚不清楚”。然而，前往勃艮第宫廷的米兰特使乔瓦尼·帕尼查罗拉从查尔斯公爵那里得知是英格兰国王下令让水手们将他的前姐夫扔到海里。 

## 家庭
1447年7月30日之前，他与约克公爵理查和塞西莉·内维尔的长子约克的安妮保持婚姻关系。她是爱德华四世和理查三世的姐姐。
他只有一个合法的孩子： 
- 安妮·霍兰 (1461[7]–1467年8月26日至1474年6月6日)。安妮与第一代多赛特侯爵托马斯·格雷结婚。

由于亨利没有合法的男性继承人，如何处置他的遗产对他的遗孀埃克塞特公爵夫人来说是一件极为复杂的事情。